# Balsham
Balsham – wieś w Anglii, w hrabstwie Cambridgeshire, w dystrykcie South Cambridgeshire. Leży 16 km na południowy wschód od miasta Cambridge i 76 km na północny wschód od Londynu. Miejscowość liczy 1641 mieszkańców.